# Joaquima
Joaquima es un género de polillas de la familia Tortricidae.

## Especies
- Joaquima tricolora Razowski & Becker, 1999